# Relations entre l'Allemagne et l'Éthiopie
L'Éthiopie et la république fédérale d'Allemagne entretiennent des relations diplomatiques depuis 1905. Des relations existent également dans le cadre du groupe ACP, qui entretient des liens étroits avec l'Union européenne. L'Éthiopie dispose d'une ambassade à Berlin et d'un consulat général à Francfort-sur-le-Main. Des consuls honoraires sont actifs à Brême et à Düsseldorf. L'Allemagne gère une ambassade à Addis-Abeba.

## Histoire

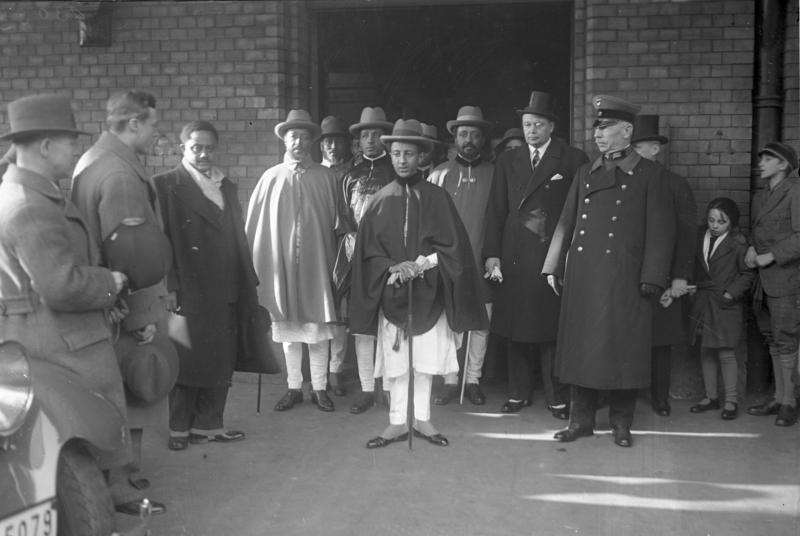
Amha Sélassié à Berlin, en 1932.

On sait que le jésuite Athanasius Kircher (1602-1680) a appris l'ancienne langue éthiopienne. Hiob Ludolf, natif d'Erfurt, peut être considéré comme le fondateur des études éthiopiennes, qui mène, avec le prêtre éthiopien Georgius (milieu du XVIIe siècle) des études sur le pays et ses langues. Au XIXe siècle, des expéditions allemandes atteignent l'Éthiopie : Theodor von Heuglin parcourt le pays et rencontre l'empereur abyssin Téwodros II. Entre 1904 et 1905, Friedrich Rosen devient le premier ambassadeur d'Allemagne en Éthiopie.
Après la fin de la Seconde Guerre mondiale, l'Éthiopie s'appuie sur la République fédérale d'Allemagne de l'Ouest pour trouver un soutien diplomatique. L'empereur régent Haile Sélassié Ier est le premier chef d'État étranger à visiter l'Allemagne en 1954. L'Allemagne de l'Ouest devient un partenaire commercial important et est fortement impliquée dans l'aide au développement, en partie pour empêcher le régent de renommée internationale de reconnaître la RDA (Allemagne de l'Est, sous contrôle soviétique). Un changement radical dans les relations intervient en 1974 avec la destitution de l'Empereur et l'arrivée au pouvoir du Derg. Au vu des réactions prudentes des partenaires occidentaux et d'une situation militaire menaçante dans le contexte de la guerre de l'Ogaden contre la Somalie, le nouveau dirigeant Mengistu Mariam se tourne vers les États socialistes (notamment d'Europe) pour obtenir de l'aide.
Grâce aux interventions des politiciens est-allemands Werner Lamberz et Erich Honecker, l'Union soviétique et Cuba sous Fidel Castro reconnaissent le socialisme éthiopien. Les deux pays contribuent à la victoire éthiopienne dans la guerre d'Ogaden grâce à un soutien militaire. Les conseillers militaires de la RDA coordonnent également les opérations militaires contre les séparatistes en Érythrée. Alors que les échanges avec la RFA se poursuivent, la RDA devient un partenaire étroit dans la coopération au développement, y compris dans la mise en place d'un véritable régime socialiste . Par exemple, des conseillers de la RDA soutiennent la création du Parti des travailleurs éthiopiens et des organisations de masse correspondantes. 
L'aide au développement de la RDA peut être fixée à au moins 46 millions d'Ostmark, entre autres, ils ont construit une usine textile entière. Après la chute de la RDA et le renversement du régime de Mengistu, la RFA reprend l'aide au développement en Éthiopie. À ce jour, l'Allemagne est toujours le partenaire commercial le plus important de la GIZ et l'Éthiopie, avec 90 employés internationaux et plus de 600 employés nationaux, est le deuxième site le plus important de la GIZ dans le monde.

## Relations culturelles
L'école allemande d'Addis-Abeba est l'une des plus anciennes écoles allemandes d'Afrique et est soutenue financièrement et personnellement par la République fédérale d'Allemagne. Il y a un Institut Goethe sur le campus de l'Université d'Addis-Abeba.